# Saartjie van die Kaap
Sara (Saartjie) van die Kaap  (Kaapstad, 1775 – aldaar, 1847) was een van de grondleggers van de Kaapse moslimgemeenschap en de waqf in Kaapstad. 

## Familie
Sarah werd geboren als zwarte slavin in Kaapstad. In 1779, toen ze vier jaar oud was, werden zij en haar moeder Trijn van die Kaap vrijgelaten door hun Nederlandse eigenaar Gerhardus Hendrick Craywagen en konden ze hun leven als "vrije zwarten" verderzetten.  
Ook de vader van Saartjie, Coridon van Ceylon, was een bevrijde slaaf. Hij heeft zich snel kunnen opwerken en zou de eerste moslim geweest zijn die eigenaar was van onroerende goederen te Kaapstad. In een van zijn panden in de Dorp Street in de Bo-Kaap stond hij in 1793 de Molukse moslimleider Tuan Guru (prins Abdullah ibn Qadi uit Tidore) na diens gevangenschap op Robbeneiland, toe om daar zijn moslimschool (madrassa) op te richten. Die school zou vanaf 1793 elk jaar meer bijval krijgen onder de slaven en vooral ex-slaven.

## Levensloop
Als jonge vrouw maakte Saartjie in haar wijk de Bo-Kaap, toen nog Waalendorp genoemd, een snelle groei van de islam mee en raakte zelf danig onder indruk van de oude Molukse prins Tuan Guru, die bij de familie inwoonde én de eerste imam werd toen de moslimschool vanaf 1798 tot een volwaardige moskee werd omgevormd. Deze Auwal-moskee bestaat nog steeds en is de oudste moskee van Zuid-Afrika.
Saartjie van die Kaap huwde omstreeks 1795 met Ahmad van Bengalen, eveneens een voormalige slaaf, die in 1783 met een VOC-schip in Kaapstad aangekomen was en afkomstig was van Chin-Surah, de voormalige Nederlandse handelpost in Bengalen. Eveneens sterk beïnvloed door Tuan Guru zou Van Bengalen in de periode 1822-1843 zelf de imam van de Auwal-moskee zijn.
Saartjie en haar moeder Trijn spraken Kaap-Hollands, dat de populaire omgangstaal was in Kaapstad. Het waren opmerkelijk ondernemende vrouwen; het was voor die tijd ongehoord dat vrouwen, die bovendien ex-slavin en moslim waren, zakelijke transacties afsloten en onroerend goed bezaten. Trijn van die Kaap bezat zelf ook vier slaven. Op 13 februari 1809 verkocht Trijn de bezittingen van haar overleden echtgenoot voor 3000 gulden aan hun dochter Saartjie. 
Saartjie van die Kaap mag niet verward worden met Saartjie Baartman die omstreeks dezelfde periode leefde, maar een veel korter én tragischer bestaan kende.

## Testament en waqf
In 1841 liet Saartjie in haar testament optekenen dat de Auwal-moskee nooit verkocht of afgestaan mocht worden, en dat deze gebruikt diende te worden als "Mohamedaansche Kerk" zo lang de islam als godsdienst toegestaan werd in de Kaapkolonie. Zo ontstond de eerste waqf in de geschiedenis van Zuid-Afrika. 
Saartjie stierf in 1847 op 72-jarige leeftijd en werd begraven op de Tana Baru-moslimbegraafplaats in de Bo-Kaap. 